# Café Europa (1990)
Café Europa ist ein deutscher Film, der 1990 im Kino uraufgeführt und am 26. Dezember 1992 im Fernsehprogramm der ARD ausgestrahlt wurde. Die Mafia-Groteske ist das Leinwanddebüt von Regisseur und Drehbuchautor Franz Xaver Bogner.

## Inhalt
Die beiden Kripobeamten Schröder und Yobo werden in das Revier am Münchener Hauptbahnhof strafversetzt. Das Café Europa wird zum Hauptquartier der Undercover-Agenten. Da Schröder glaubt, dass seine Ehefrau Nana ihn betrügt, lässt er sie von zwei Privatdetektiven beobachten.
Der griechische Wirt ihres Stammlokals wird von der Mafia erpresst, weigert sich aber, Schutzgeld zu bezahlen. So rückt aus Italien ein Killer an, der Mikis umlegen und das Lokal in die Luft sprengen soll. Durch Zufall fotografieren die Privatdetektive Schröders Frau zusammen mit dem Mafia-Killer.
Die Verwechslungen nehmen ihren Lauf, das Polizisten-Duo verhaftet Passanten und Polizisten. Und Nana hat in Wahrheit ein Verhältnis mit einem Kollegen ihres Mannes.

## Kritik
„Verwechslungsreiche Polizei-Komödie, deren bescheidener Witz nicht über die Schwächen von Buch und Regie hinwegtrösten kann.“

Die Deutsche Film- und Medienbewertung FBW in Wiesbaden verlieh dem Film das Prädikat wertvoll.